# Toyota GR010 Hybrid
Chronologie des modèles (2021)
Toyota TS050 Hybrid
La Toyota GR010 Hybrid est une voiture de course d'endurance, qui court en Championnat du monde d'endurance FIA avec l'écurie officielle du constructeur Toyota, Toyota Gazoo Racing. Elle succède en 2021 à la Toyota TS050 Hybrid, qui fut utilisée de 2016 à 2020.

## Histoire
Au bout de 18 mois de conception et de réalisation à Cologne et au Higashi-Fuji Technical Center (en), la Toyota GR010 Hybrid est présentée dans sa livrée officielle le 15 janvier 2021,.

## Technique
Le design de la Toyota GR010 Hybrid est inspiré de la Toyota GR Super Sport Concept (en) présentée en 2018 lors du Tokyo Auto Salon.
Elle a effectué son premier roulage sur le circuit Paul-Ricard en octobre 2020.

## Pilotes
Les pilotes engagés pour la saison 2021 sont Mike Conway, Kamui Kobayashi, José María López, Sébastien Buemi, Kazuki Nakajima et Brendon Hartley. Nyck de Vries a été le pilote d’essai et de réserve.

## Championnat du monde d'endurance

### 2021
L'équipe Toyota Racing aligne deux prototypes, portant les numéros 7 et 8, pour les six épreuves du championnat dont les 24 Heures du Mans.
 6 Heures de Spa-Francorchamps 
Pour la première course de l'histoire des LMH, c'est la Toyota n°7, aux mains de Kamui Kobayashi, qui signe la pole position devant la voiture sœur. La concurrente la plus directe, l'Alpine A480, se situe à la 4e place sur la grille de départ.
Après 6 h 17 min 733 s, c'est finalement la n°8 qui l'emporte avec plus d'une minute d'avance sur l'Alpine, deuxième, et un tour sur la n°7.
 8 Heures de Portimão 
Au Portugal, c’est l’Alpine qui part de la première place devant la n°8 qui devance la n°7.
Après 300 tours marqués par l’accident de la Glickenhaus 007 LMH pour sa première participation, c’est encore la n°8 qui s’impose devant la n°7 et l’Alpine A480.
 24 Heures du Mans 

### 2022
1000 Miles de Sebring

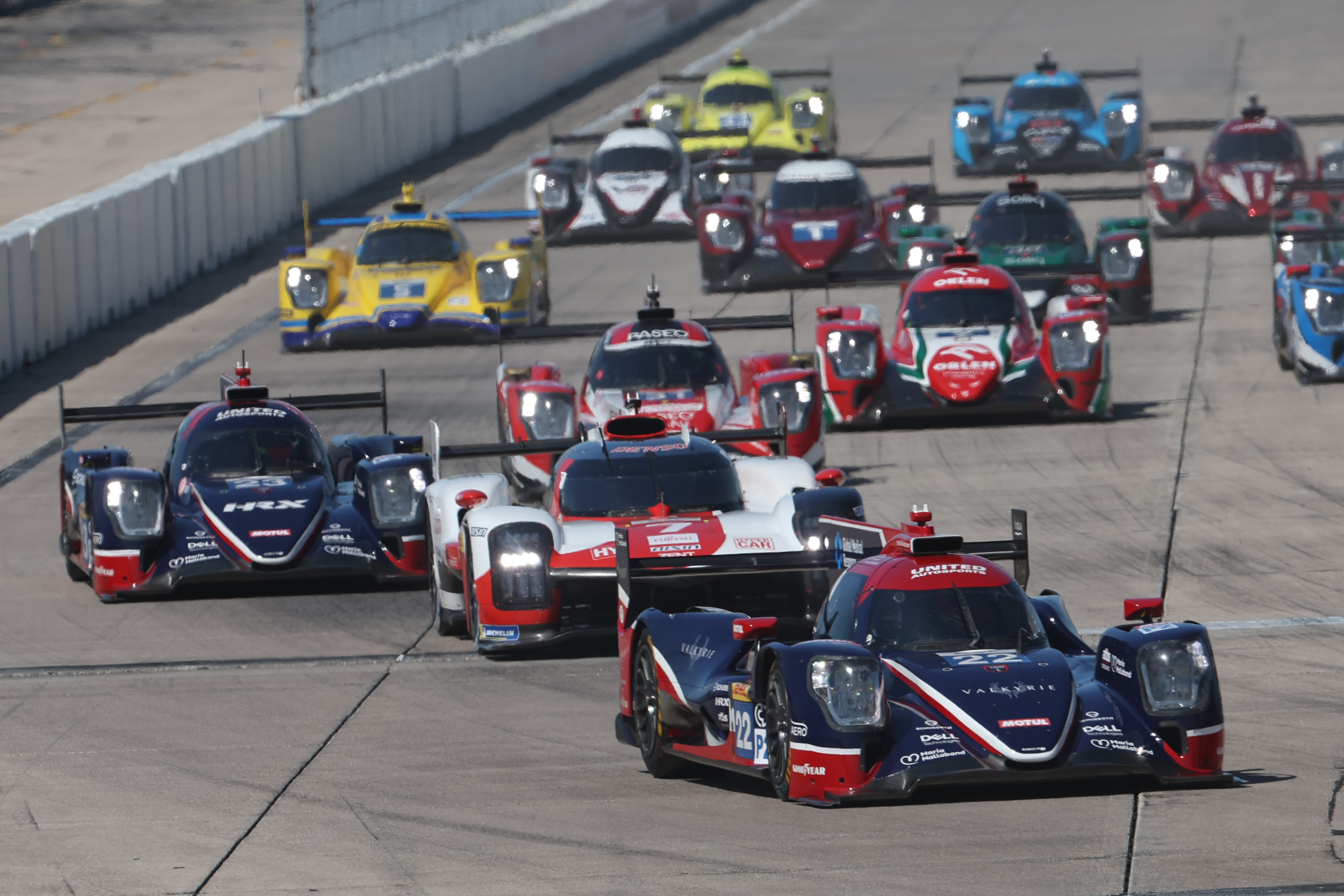
Toyota n°7 (au 2^{ème} rang), au départ de la course

Les Toyota GR010 Hybrides connaissent une qualification difficile, avec la voiture n°8 de Brendon Hartley qui démarre en 4e position, devancée de peu par le leader des LMP2. La Toyota n°7, pilotée par Jose Maria Lopez, rencontre des difficultés et se retrouve en 7e position, derrière deux autres voitures LMP2 de United Autosports. Filipe Albuquerque dans la voiture n°22 de United et Paul di Resta dans la machine n°23 surpasse la Toyota n°7. Lors de la course, l'Alpine maintient la tête devant les deux Toyota. À mi-chemin de la quatrième heure, la course est interrompue par un drapeau rouge en raison d'un violent accident du pilote Toyota José María López. Malgré son retour en piste avec des dommages, López perd le contrôle de la voiture et est victime d'un accident. Alpine tire parti d'un arrêt stratégique au stand de Brendon Hartley et creuse un écart de 80 secondes sur la Toyota restante à deux heures de la fin. Les orages qui s'abattent sur le circuit contraignent les organisateurs à lever un drapeau rouge et écourter la course. La Toyota n°8 termine 2e derrière l'Alpine, mais devant l'unique Glickenhaus.

### 2023
12 heures de Sebring
Lors de la séance de qualification, la première de la saison 2023, les Toyota GR010 se hissent aux 2e et 3e places de la grille de départ, derrière la Ferrari 499P n°50. En début de course, la Toyota n°8 suit immédiatement la Ferrari n°50 tandis que la n°7 défend sa troisième position. Une période sous safety car précoce, causée par un accident d'une voiture GT au cinquième tour, interrompt la course pendant 25 minutes. Pendant cette interruption, la Ferrari de tête s'arrête pour faire le plein, ce qui permet aux deux Toyota de prendre la tête de la course pour ne plus la lâcher. Le reste de la course est marqué par la lutte entre les deux voitures-sœurs. C'est finalement la Toyota n°7 qui remporte la course devant la n°8.
6 heures de Monza
En qualifications, la Toyota n°7 arrache la pole position avec un écart minime de 17 millième de seconde sur la Ferrari n°50. La Toyota n°8 se positionne à la 3eplace de la grille de départ. Dès les premiers instants, Mike Conway prend la tête de la course aux commandes de la Toyota n°7, suivi de la Ferrari n°50 de Miguel Molina et de la Peugeot n°93 de Michael Jensen. Dans le même temps, Sebastien Buemi avec la voiture n°8 réalise un début de course très perturbé à cause de deux accidents en l'espace de 20 minutes. Il percute la Ferrari n°51 dès le premier tour, puis plus tard l'Aston Martin n°777. La Toyota n°8 subit de ce fait une pénalité stop and go de 1 minute. Toyota, Ferrari et Peugeot sont à la lutte, mais finalement, c'est la Toyota n°7 qui remporte la course, la Toyota n°8 terminant à la 4e place. Cependant, après la fin de la course, celle-ci reçoit une pénalité de 50 secondes car elle a dépassé la puissance maximale autorisée par la Balance de Performance.
6 heures de Fuji
L'écurie place les deux voitures aux deux premières places de la grille de départ, avec la voiture n°7 en pole position,. En course, elles se font dépasser dès le premier tour. Le premier virage est assez chaotique avec un grand nombre de voitures qui sortent de la piste, les Toyota se retrouvant ainsi 3e et 6e. Elles passent la première partie de la course à rattraper la Cadillac n°2 puis les deux Ferrari n°50 et n°51. Alors que plus de 3 heures de courses se sont écoulées, José María López au volant de la Toyota n°7 et Kévin Estre aux commandes de la Porsche n°6 luttent pour la première place. Alors que les deux pilotes s'affrontent en tête, la Toyota n°8 se rapproche. L'écurie décide de faire rentrer celle-ci au stand avant les deux leaders. Ce choix stratégique se révèle avantageux pour la Toyota n°8 qui prend la tête de la course. Elle ne la conserve pas car la Toyota n°7 prend à son tour l'avantage. Les Toyota n°7 et n°8 finissent la course 1re et 2e,.
8 Heures de Bahrein
La Toyota n°8 se place en pole position devant la voiture sœur n°7. Lors de la course, une manœuvre d'Earl Bamber aux commandes de la Cadillac n°2 envoie la Toyota n°7 de Mike Conway en tête-à-queue dès les premiers instants. L'équipage de la Cadillac n°2 est pénalisé pour cet accrochage. Pendant ce temps, la Toyota n°8 réalise une course solitaire en avant du peloton et remporte la course. L'équipage de la n°8, Sébastien Buemi, Brendon Hartley et Ryo Hirakawa, remportent donc la course mais aussi le titre mondial des pilotes. La Toyota n°7 remonte une large partie du retard accumulé lors de l'accrochage pour s'adjuger la 2e place,,.

## Palmarès

### Résultats en championnat du monde d'endurance FIA

#### 2021
| Pos. | Écurie              | no | Pilotes          | SPA | POR | MON | LMS | BH6 | BH8 | Points |
| ---- | ------------------- | -- | ---------------- | --- | --- | --- | --- | --- | --- | ------ |
| 1er  | Toyota Gazoo Racing | 7  | Mike Conway      | 3e  | 2e  | 1er | 1er | 1er | 2e  | 206    |
| 1er  | Toyota Gazoo Racing | 7  | Kamui Kobayashi  | 3e  | 2e  | 1er | 1er | 1er | 2e  | 206    |
| 1er  | Toyota Gazoo Racing | 7  | José María López | 3e  | 2e  | 1er | 1er | 1er | 2e  | 206    |
| 1er  | Toyota Gazoo Racing | 8  | Brendon Hartley  | 1er | 1er | 33e | 2e  | 2e  | 1er | 206    |
| 1er  | Toyota Gazoo Racing | 8  | Sébastien Buemi  | 1er | 1er | 33e | 2e  | 2e  | 1er | 206    |
| 1er  | Toyota Gazoo Racing | 8  | Kazuki Nakajima  | 1er | 1er | 33e | 2e  | 2e  | 1er | 206    |

#### 2022
| Pos. | Écurie              | no | Pilotes          | SEB  | SPA  | LMS | MON | FUJ | BHR | Points |
| ---- | ------------------- | -- | ---------------- | ---- | ---- | --- | --- | --- | --- | ------ |
| 1er  | Toyota Gazoo Racing | 7  | Mike Conway      | Abd. | 1er  | 2e  | 3e  | 2e  | 1er | 186    |
| 1er  | Toyota Gazoo Racing | 7  | Kamui Kobayashi  | Abd. | 1er  | 2e  | 3e  | 2e  | 1er | 186    |
| 1er  | Toyota Gazoo Racing | 7  | José María López | Abd. | 1er  | 2e  | 3e  | 2e  | 1er | 186    |
| 1er  | Toyota Gazoo Racing | 8  | Brendon Hartley  | 2e   | Abd. | 1er | 2e  | 1er | 2e  | 186    |
| 1er  | Toyota Gazoo Racing | 8  | Sébastien Buemi  | 2e   | Abd. | 1er | 2e  | 1er | 2e  | 186    |
| 1er  | Toyota Gazoo Racing | 8  | Ryō Hirakawa     | 2e   | Abd. | 1er | 2e  | 1er | 2e  | 186    |

#### 2023
| Pos. | Écurie              | no | Pilotes          | SEB | POR | SPA | LMS  | MON | FUJ | BHR | Points |
| ---- | ------------------- | -- | ---------------- | --- | --- | --- | ---- | --- | --- | --- | ------ |
| 1er  | Toyota Gazoo Racing | 7  | Mike Conway      | 1er | 9e  | 1er | Abd. | 1er | 1er | 2e  | 217    |
| 1er  | Toyota Gazoo Racing | 7  | Kamui Kobayashi  | 1er | 9e  | 1er | Abd. | 1er | 1er | 2e  | 217    |
| 1er  | Toyota Gazoo Racing | 7  | José María López | 1er | 9e  | 1er | Abd. | 1er | 1er | 2e  | 217    |
| 1er  | Toyota Gazoo Racing | 8  | Brendon Hartley  | 2e  | 1er | 2e  | 2e   | 6e  | 2e  | 1er | 217    |
| 1er  | Toyota Gazoo Racing | 8  | Sébastien Buemi  | 2e  | 1er | 2e  | 2e   | 6e  | 2e  | 1er | 217    |
| 1er  | Toyota Gazoo Racing | 8  | Ryō Hirakawa     | 2e  | 1er | 2e  | 2e   | 6e  | 2e  | 1er | 217    |

#### 2024
| Pos. | Écurie              | no | Pilotes          | QAT | IMO | SPA | LMS | SĀO | COA | FUJ  | BHR  | Points |
| ---- | ------------------- | -- | ---------------- | --- | --- | --- | --- | --- | --- | ---- | ---- | ------ |
| 1er  | Toyota Gazoo Racing | 7  | Mike Conway      | 6e  | 1er | 7e  | -   | 4e  | 2e  | Abd. | Abd. | 190    |
| 1er  | Toyota Gazoo Racing | 7  | Kamui Kobayashi  | 6e  | 1er | 7e  | 2e  | 4e  | 2e  | Abd. | Abd. | 190    |
| 1er  | Toyota Gazoo Racing | 7  | Nyck de Vries    | 6e  | 1er | 7e  | 2e  | 4e  | 2e  | Abd. | Abd. | 190    |
| 1er  | Toyota Gazoo Racing | 7  | José María López | -   | -   | -   | 2e  | -   | -   | -    | -    | 190    |
| 1er  | Toyota Gazoo Racing | 8  | Brendon Hartley  | 9e  | 5e  | 6e  | 5e  | 1er | 15e | 10e  | 1er  | 190    |
| 1er  | Toyota Gazoo Racing | 8  | Sébastien Buemi  | 9e  | 5e  | 6e  | 5e  | 1er | 15e | 10e  | 1er  | 190    |
| 1er  | Toyota Gazoo Racing | 8  | Ryō Hirakawa     | 9e  | 5e  | 6e  | 5e  | 1er | 15e | 10e  | 1er  | 190    |

#### 2025
| Pos.            | Écurie              | no              | Pilotes     | QAT | IMO | SPA | LMS | SĀO | COA | FUJ | BHR | Points |
| --------------- | ------------------- | --------------- | ----------- | --- | --- | --- | --- | --- | --- | --- | --- | ------ |
|                 | Toyota Gazoo Racing | 7               | Mike Conway | 6e  | 7e  | 7e  | 6e  |     |     |     |     |        |
| Kamui Kobayashi | Toyota Gazoo Racing | 7               | 6e          | 7e  | 7e  | 6e  |     |     |     |     |     |        |
| Nyck de Vries   | Toyota Gazoo Racing | 7               | 6e          | 7e  | 7e  | 6e  |     |     |     |     |     |        |
| 8               | Toyota Gazoo Racing | Brendon Hartley | 5e          | 5e  | 4e  | 16e |     |     |     |     |     |        |
| 8               | Toyota Gazoo Racing | Sébastien Buemi | 5e          | 5e  | 4e  | 16e |     |     |     |     |     |        |
| 8               | Toyota Gazoo Racing | Ryō Hirakawa    | 5e          | 5e  | 4e  | 16e |     |     |     |     |     |        |